# George Porteous
 (février 2018).
Si vous disposez d'ouvrages ou d'articles de référence ou si vous connaissez des sites web de qualité traitant du thème abordé ici, merci de compléter l'article en donnant les références utiles à sa vérifiabilité et en les liant à la section « Notes et références ».
George Porteous, personnalité politique canadienne, fut Lieutenant-gouverneur de la province de la Saskatchewan de 1976 à 1978.

## Biographie
Porteous a émigré au Canada dans sa jeunesse. Il a étudié à l' Université de la Saskatchewan , a travaillé pour le YMCA et est devenu formateur auprès de l'Armée canadienne. En 1941, il fut envoyé à Hong Kong avec les Winnipeg Grenadiers pour renforcer la garnison britannique dans la région. Peu de temps après, il a obtenu dans l' occupation japonaise de Hong Kong en captivité et a passé le reste de la guerre dans des camps de prisonniers. Pour ses services à l'élévation de la moralité, il a reçu l' Ordre de l'Empire britannique .
De retour à Saskatoon, Porteous a été élu directeur de l'organisation de collecte de fonds Saskatoon Community Chest , qui soutient des projets caritatifs locaux. En 1974, il a reçu l' Ordre du Canada pour ses activités caritatives . Le gouverneur général Jules Léger l'a assermenté le 3 mars 1976 en tant que sous-gouverneur de la Saskatchewan. Il a occupé ce poste de représentant jusqu'à sa mort.